# 鄧達斯角
60°44′S 44°24′W / 60.733°S 44.400°W
鄧達斯角是南極洲的海岬，位於南奧克尼群島的勞里島最東端，該海岬在1823年1月12日由詹姆斯·威德爾發現，現時由南極條約體系管理。